# Изварица
Изварица или Новарица (од 2007. године) је насеље у Србији у општини Жагубица у Браничевском округу. Сматра се најстаријим насељем Хомоља и постоји у свим пописима од најстаријих писаних докумената прво као „ИСВОР“, на које нису имали утицај досељени народи са севера Молдавије и Влашке низије

## Демографија
Према попису из 2022. било је 243 становника (према попису из 1991. било је 449 становника). У насељу Изварица живи 323 пунолетна становника, а просечна старост становништва износи 47,0 година (45,9 код мушкараца и 48,1 код жена). У насељу има 104 домаћинства, а просечан број чланова по домаћинству је 3,62.
Ово насеље је великим делом насељено Србима (према попису из 2002. године), а у последња три пописа, примећен је пад у броју становника.
|  |

| Демографија | Демографија | Демографија |
| Година      | Становника  | Становника  |
| ----------- | ----------- | ----------- |
| 1948.       | 613         |             |
| 1953.       | 618         |             |
| 1961.       | 557         |             |
| 1971.       | 532         |             |
| 1981.       | 509         |             |
| 1991.       | 449         | 431         |
| 2002.       | 376         | 395         |
| 2011.       | 307         |             |

| Етнички састав према попису из 2002.‍ | Етнички састав према попису из 2002.‍ | Етнички састав према попису из 2002.‍ | Етнички састав према попису из 2002.‍ | Етнички састав према попису из 2002.‍ |
| ------------------------------------ | ------------------------------------ | ------------------------------------ | ------------------------------------ | ------------------------------------ |
|                                      |                                      |                                      |                                      |                                      |
| Срби                                 | Срби                                 |                                      | 373                                  | 99,20%                               |
| Југословени                          | Југословени                          |                                      | 3                                    | 0,79%                                |
| непознато                            | непознато                            |                                      | 0                                    | 0,0%                                 |

| Година пописа     | 1948. | 1953. | 1961. | 1971. | 1981. | 1991. | 2002. |
| ----------------- | ----- | ----- | ----- | ----- | ----- | ----- | ----- |
| Број домаћинстава | 141   | 137   | 137   | 127   | 117   | 109   | 104   |

| Број чланова      | 1  | 2  | 3  | 4  | 5 | 6  | 7 | 8 | 9 | 10 и више | Просек |
| ----------------- | -- | -- | -- | -- | - | -- | - | - | - | --------- | ------ |
| Број домаћинстава | 18 | 22 | 17 | 13 | 9 | 13 | 8 | 4 | 0 | 0         | 3,62   |

| Пол    | Укупно | Неожењен/Неудата | Ожењен/Удата | Удовац/Удовица | Разведен/Разведена | Непознато |
| ------ | ------ | ---------------- | ------------ | -------------- | ------------------ | --------- |
| Мушки  | 165    | 35               | 113          | 10             | 7                  | 0         |
| Женски | 167    | 18               | 112          | 27             | 10                 | 0         |
| УКУПНО | 332    | 53               | 225          | 37             | 17                 | 0         |

| Пол    | Укупно                    | Пољопривреда, лов и шумарство | Рибарство                            | Вађење руде и камена | Прерађивачка индустрија       |
| ------ | ------------------------- | ----------------------------- | ------------------------------------ | -------------------- | ----------------------------- |
| Мушки  | 118                       | 68                            | 0                                    | 6                    | 22                            |
| Женски | 79                        | 60                            | 0                                    | 1                    | 4                             |
| УКУПНО | 197                       | 128                           | 0                                    | 7                    | 26                            |
| Пол    | Производња и снабдевање   | Грађевинарство                | Трговина                             | Хотели и ресторани   | Саобраћај, складиштење и везе |
| Мушки  | 2                         | 0                             | 9                                    | 4                    | 2                             |
| Женски | 1                         | 1                             | 2                                    | 0                    | 1                             |
| УКУПНО | 3                         | 1                             | 11                                   | 4                    | 3                             |
| Пол    | Финансијско посредовање   | Некретнине                    | Државна управа и одбрана             | Образовање           | Здравствени и социјални рад   |
| Мушки  | 0                         | 0                             | 2                                    | 2                    | 0                             |
| Женски | 1                         | 1                             | 2                                    | 4                    | 1                             |
| УКУПНО | 1                         | 1                             | 4                                    | 6                    | 1                             |
| Пол    | Остале услужне активности | Приватна домаћинства          | Екстериторијалне организације и тела | Непознато            | Непознато                     |
| Мушки  | 1                         | 0                             | 0                                    | 0                    | 0                             |
| Женски | 0                         | 0                             | 0                                    | 0                    | 0                             |
| УКУПНО | 1                         | 0                             | 0                                    | 0                    | 0                             |